# María del Pilar Peña
María del Pilar Peña Carrasco (Madrid, 4 aprile 1986) è una pallanuotista spagnola vincitrice della medaglia d'argento alle Olimpiadi di Londra 2012 e di Tokyo 2020 e della medaglia d'oro a Parigi 2024.

## Palmarès

### Club
- Campionato spagnolo: 9

Ondarreta: 2005-06
Sabadell: 2010-11, 2011-12, 2012-13, 2013-14, 2014-15, 2015-16, 2016-17, 2017-18
- Copa de la Reina: 9

Ondarreta: 2005-06, 2006-07
Sabadell: 2010-11, 2011-12, 2012-13, 2013-14, 2014-15, 2016-17, 2017-18
- Supercoppa di Spagna: 8

Sabadell: 2010, 2011, 2012, 2013, 2014, 2015, 2016, 2017
- Champions Cup/Eurolega: 4

Sabadell: 2010-11, 2012-13, 2013-14, 2015-16
- Supercoppa d'Europa: 3

Sabadell: 2013, 2014, 2016

### Nazionale
- Olimpiadi

Londra 2012: 
Tokyo 2020: 
Parigi 2024: 
- Mondiali

Barcellona 2013: 
Budapest 2017: 
Gwangju 2019: 
Fukuoka 2023: 
Doha 2024: 
- Europei

Málaga 2008: 
Budapest 2014: 
Barcellona 2018: 
Budapest 2020: 
Spalato 2022: 
Eindhoven 2024: 
- Coppa del mondo

Long Beach 2023: 
- World League

Shanghai 2016: 
Tenerife 2022: 
- Giochi del Mediterraneo

Tarragona 2018: 